# BART (雑誌)
『BART』（バート）は集英社が発行していた男性向けビジュアル月刊誌（1991年 - 2000年）。Bartとも表記された。
1991年5月創刊（6月号）、文藝春秋の『マルコポーロ』など相次いで創刊された国際派ジャーナリズム雑誌のひとつである。ドイツの雑誌『シュテルン』との提携。同系統の雑誌同様、販売部数の低迷に苦しむが、リニューアル等もあり、他誌よりは比較的長命であった。
1997年、元『週刊少年ジャンプ』編集長の堀江信彦が編集長として送り込まれる。『メンズノンノ』を経ての異動ということで、ビジネスマン向けのファッション記事など誌面刷新に努めた。1998年8月号からは『BART3230』としてリニューアル創刊するも、2000年3月に休刊（4月号）となった。
堀江編集長の時代には北条司や次原隆二（『日本国初代大統領 桜木健一郎』）、原哲夫（『公権力横領捜査官 中坊林太郎』）など、ジャンプ時代の担当作家の漫画作品も投入し、2001年5月創刊の『コミックバンチ』につながる部分もあった。

## 関連人物
- 日高義樹
- 島地勝彦